# Hyperthaema sanguineata
Hyperthaema sanguineata là một loài bướm đêm thuộc phân họ Arctiinae, họ Erebidae.